# 138,6 mm/55 Model 1910
138,6 mm/55 Model 1910 е разработено и произвеждано във Франция корабно оръдие с калибър 138,6 mm. Състои на въоръжение във ВМС на Франция. С тях са въоръжени линейните кораби от типовете „Бретан“ и „Курбе“. Също са планирани като въоръжение за останалите недостроени линкори от типа „Норманди“ и проектиращите се леките крайцери от типа „Ла Мот Пике“. В годините на Първата световна война известен брой оръдия са свалени от линкорите и се използват на сухопътния фронт в хода на сраженията за Вердюн.